# Erebia lozerica
Erebia lozerica är en fjärilsart som beskrevs av B.C.S Warren 1932. Erebia lozerica ingår i släktet Erebia och familjen praktfjärilar. Inga underarter finns listade i Catalogue of Life.